# سيركوس (فلم)
سيركوس (بالإنجليزية: Cirkus) هو فيلم كوميدي درامي باللغة الهندية عام 2022  من إخراج وإنتاج روهيت شيتي. تم إنتاج الفيلم بشكل مشترك بين شركة روهيت شيتي بيكشرز و تي سيريز. الفيلم من بطولة رانفير سينغ   وفارون شارما في أدوار مزدوجة إلى جانب بوجا هيجدي وجاكلين فيرنانديز وجوني ليفر وسانجاي ميشرا.   في الفيلم، تلتقي مجموعتان من التوائم المتطابقة التي اختلطت عند الولادة مع بعضها البعض عندما تصبحان بالغتين.

## حبكة
في عام 1944، قام الدكتور روي جمناداس، الذي كان يعمل على نظرية الطبيعة مقابل التنشئة، بفصل مجموعتين من التوائم المتطابقة التي وجدها على عتبة دار الأيتام التي يديرها، وقام بتسليمهم للتبني من قبل عائلتين مختلفتين، مقرهما في مدينتين مختلفتين. يتم إعطاء زوج واحد لزوجين في أوتي والزوج الآخر لزوجين في بنغالور، ويسميهما كلا الزوجين روي وجوي، على اسم الدكتور روي وشقيقه بالتبني جوي. والد روي 1 وجوي 1 يدير سيركًا وبعد وفاته، يتحمل كلاهما مسؤولية إدارة السيرك. والد روي 2 وجوي 2 هو رجل صناعي ثري. لدى روي 1 اتصال غريب بالكهرباء والتيارات الكهربائية لا تؤثر عليه. يستخدم هذه القدرة لإظهار الحيل في السيرك ويصبح معروفًا باسم "الرجل الكهربائي". في مكان آخر، يتلقى روي 2 صدمات كهربائية كلما لامس روي 1 الكهرباء.
ثم تنتقل القصة إلى الأمام 30 عامًا. زوجة روي 1، مالا، لا تستطيع الحمل وترغب في تبني طفل من دار الأيتام جامناداس، ولكن روي 1 يعارض الفكرة. روي 2 يحب بيندو لكن والدها راي بهادور متشكك فيه لأنه رأى روي 1 مع مالا في أوتي وأخطأ بينه وبين روي 2، معتقدًا أنه يخون بيندو. يأتي روي 2 وجوي 2 إلى أوتي لشراء مزرعة شاي ويحدث الكثير من الارتباك وسوء الفهم حيث يخطئ الناس في اعتبارهما الزوج الآخر من التوأم. ثلاثة لصوص - مومو ومانجو وتشيكي يلاحقونهم لسرقة أموالهم. يتراجعون عندما يعطيهم روي 2 صدمات كهربائية ويأتي رئيسهم بولسون دادا لاحقًا للانتقام. كما يقابلون ناجماني، سائق التاكسي المشبوه، وباغيرا، اللص الذي تحول إلى مالك فندق. يعتقد روي 2 أنهم جميعًا جزء من عصابة إجرامية ضخمة تريد سرقتهم، وعندما صادفوا مالا، اعتقدوا أنها زعيمة العصابة.
يقرر روي 1 إهداء قلادة من الماس إلى مالا، لكن الجواهري يعطيها عن طريق الخطأ إلى روي 2، مما يخلق المزيد من الارتباك. علاوة على ذلك، أصبح والد بيندو الآن مقتنعًا بأن روي 2 متزوج من مالا. عند سماع هذا، هددت بيندو بإنهاء علاقتها معه، دون أن تعرف أن مالا هي في الواقع زوجة روي 1. يختفي كل هذا الارتباك عندما يلتقي التوأمان وجهًا لوجه في السيرك ويكشف لهم الدكتور جمناداس الحقيقة ونيته الحقيقية وراء فصلهما. يتصالح الجميع ويقرر روي 1 ومالا أخيرًا تبني طفل من دار الأيتام ويخطط روي 2 وبيندو للزواج قريبًا.
لاحقًا، يأتي خمسة فتيان أيتام - جوبال، لاكشمان 1، مادهاف، لاكشمان 2 ولاكي للإقامة في دار الأيتام، في إشارة إلى الأحداث التي وقعت قبل جولمال مرة أخرى.

## الممثلون
- رانفير سينغ في دور مزدوج في دور
  - روي تشوهان
  - روي شينوي
- بوجا هيجدي في دور مالا، زوجة روي تشوهان
- جاكلين فرنانديز في دور بيندو، صديقة روي شينوي
- فارون شارما في دور مزدوج في دور
  - جوي تشوهان
  - جوي شينوي
- مورالي شارما في دور الدكتور روي جامناداس
- سانجاي ميشرا في دور راي بهادور، والد بيندو
- أشويني كاليسكار في دور شاكونتالا شينوي، والدة روي شينوي وجوي شينوي
- جوني ليفر في دور بولسون دادا
- سيدهارث جادهاف في دور مومو
- موكيش تيواري بدور داكو باغيرا
- راديكا بانجيا في دور ليلي
- فراجيش هيرجي بدور ناج ماني، سائق سيارة أجرة
- تيكو تالسانيا بدور فيلجيبهاي، صائغ
- فيجاي باتكار بدور شانكار
- بريجيندرا كالا بدور يوسف
- أنيل تشارانجيت بدور بريم
- عدي تيكيكار بدور جوي جامناداس
- سولابها آريا بدور تشاتشي
- أوماكانت باتيل في دور تشيكي
- أشيش وارانج في دور مانجو
- نيكيتين ديير في دور والد ديف شوهان، روي شوهان وجوي تشوهان الراحل (ظهور حجاب)
- ديبيكا بادوكون بدور فرينداما (ظهور خاص في أغنية "Current Laga Re")
- كريشنا ساجناني بدور TTE في محطة أوتي

## موسيقى
تم تأليف الموسيقى التصويرية للفيلم بواسطة Amar Mohile وتم كتابة الأغاني بواسطة Devi Sri Prasad و Badshah وLijo George-DJ Chetas.  تم إصدار الأغنية المنفردة الأولى بعنوان "Current Laga Re" في 8 ديسمبر 2022. تم إصدار الأغنية المنفردة الثانية "Sun Zara"، التي غناها بابون وشريا غوشال في 16 ديسمبر 2022. تم إصدار الأغنية المنفردة الثالثة "Aashiqui"، التي غناها بادشاه وأمريتا سينغ في 21 ديسمبر.  تم تأليف الموسيقى التصويرية من قبل عمار موهيلي.

## روابط خارجية
- مقالات تستعمل روابط فنية بلا صلة مع ويكي بيانات